# Ли Гёнъи Агата
Ли Гёнъи Агата или Агата Ли (кор. 이경이 아가다, 1814 г., Корея — 31 января 1840 года, Сеул, Корея) — святая Римско-Католической Церкви, мученица.

## Биография
Родилась в 1814 году в католической семье. Во время преследования католиков была арестована 17 июля 1839 года вместе с Агатой Квон. Им удалось бежать из заключения, благодаря помощи надзирателя. Однако вскоре они были снова схвачены. В тюрьме подверглись пыткам, чтобы они отказались от своей веры. Обезглавлена 31 января 1840 года вместе с Августином Паком, Магдаленой Сон, Марией Ли и Агатой Квон.
Была беатифицирована 5 июля 1925 года Римским Папой Пием XI и канонизирована 6 мая 1984 года Римским Папой Иоанном Павлом II вместе с группой 103 корейских мучеников.
День памяти в Католической Церкви — 20 сентября.